# Pendragon (band)

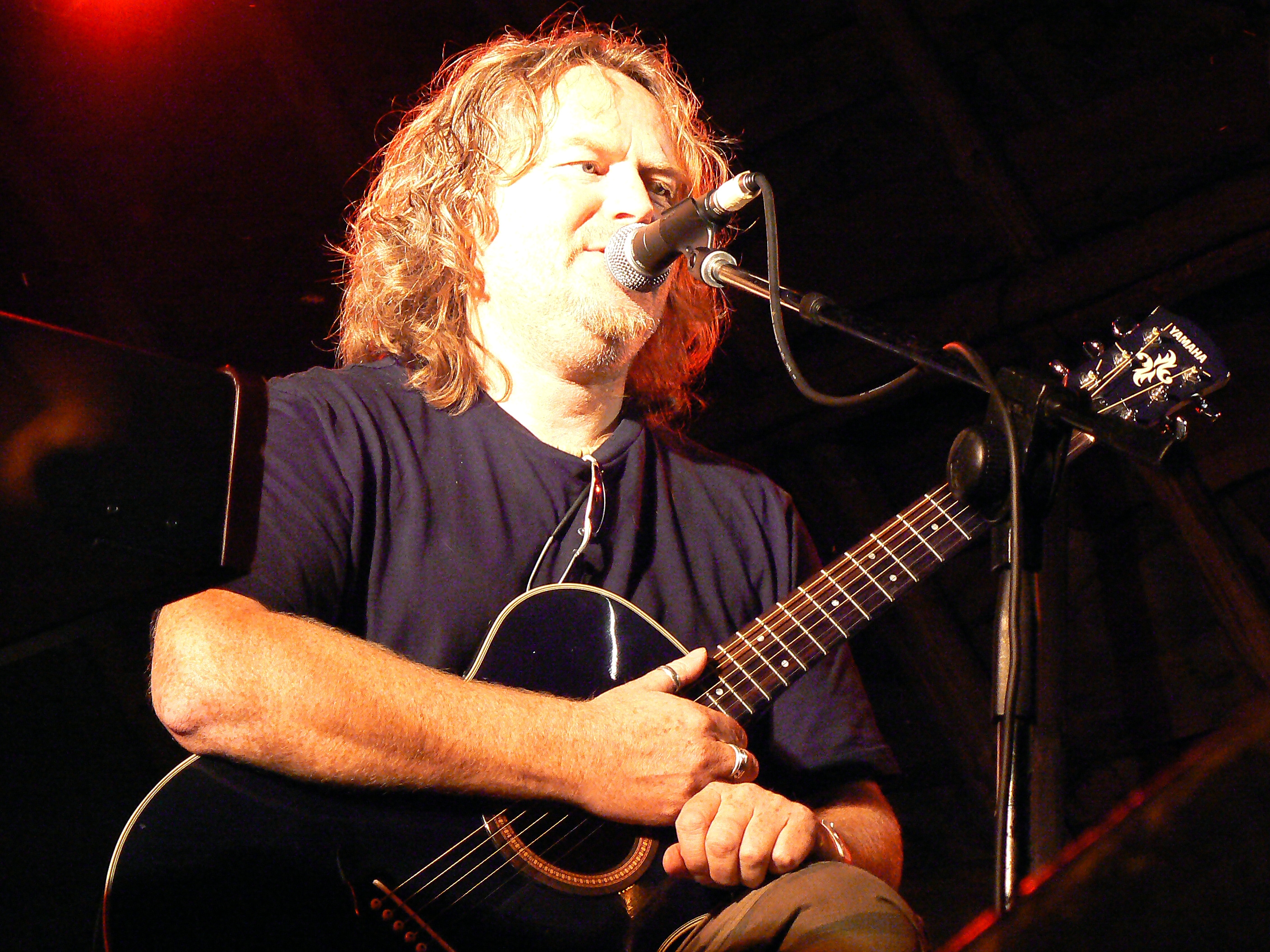
Nick Barrett, zanger-gitarist, oprichter van Pendragon, 2010 in Aschaffenburg

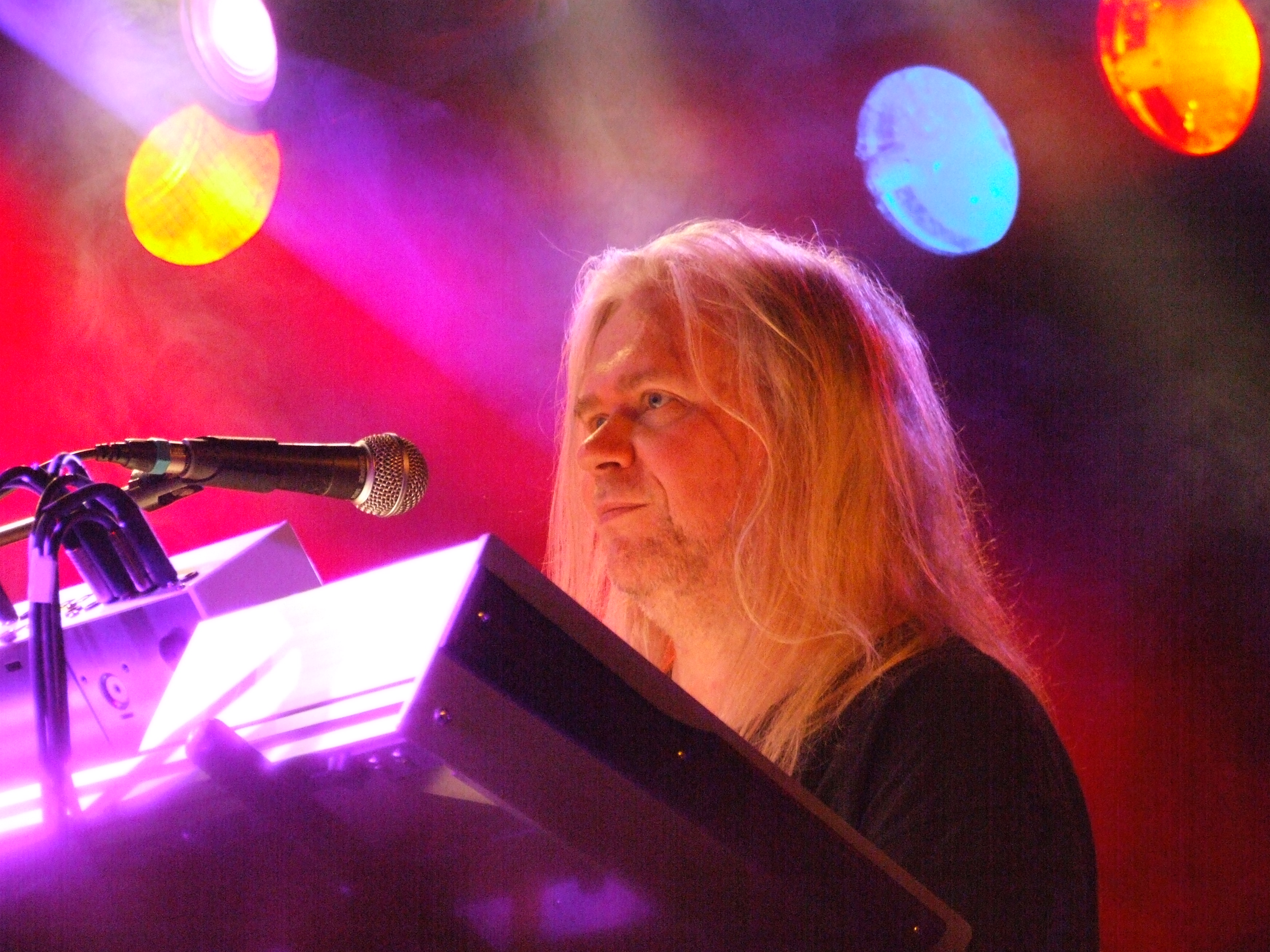
Clive Nolan, toetsenist, 2010

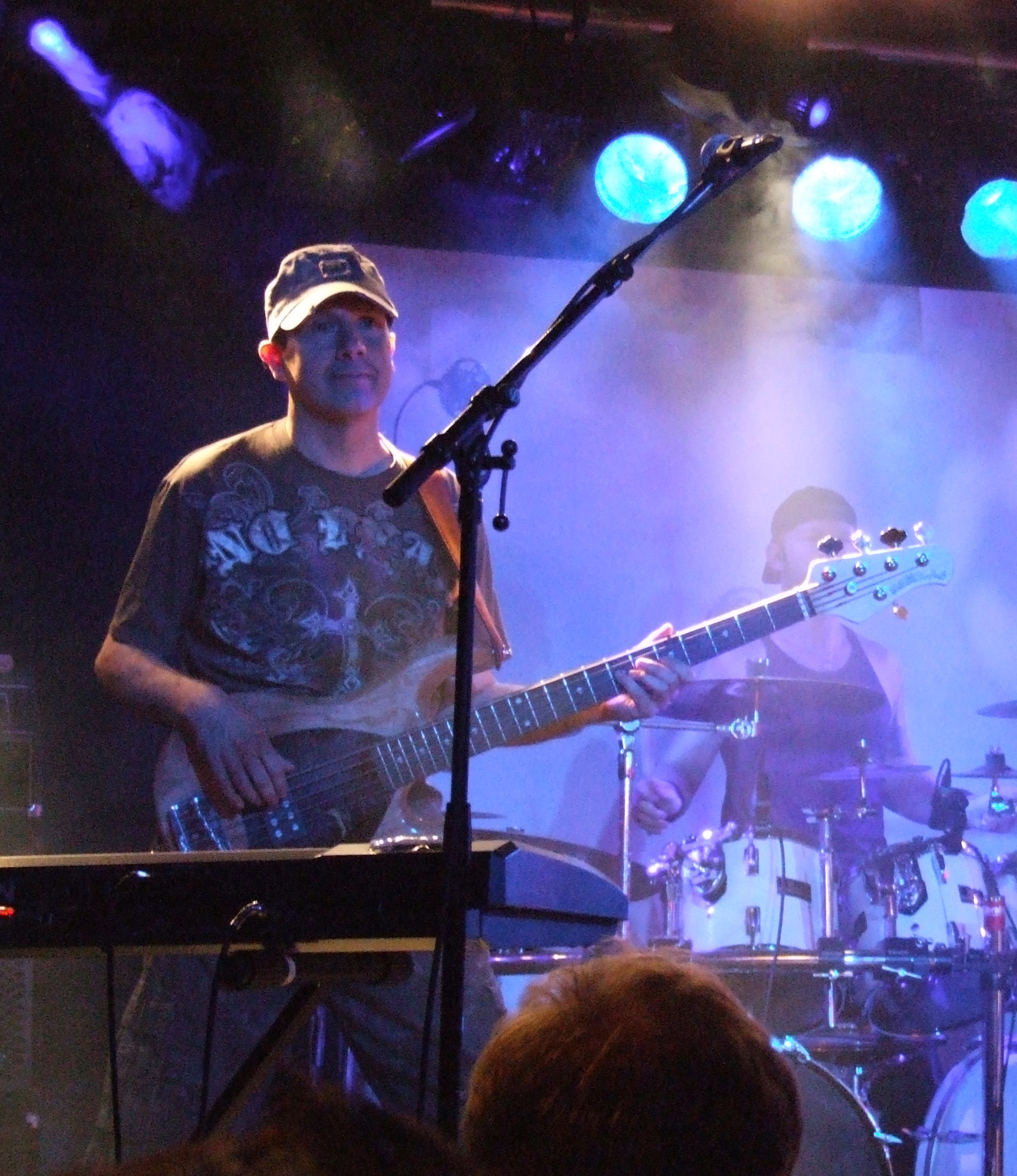
Peter Gee, basgitarist, 2010

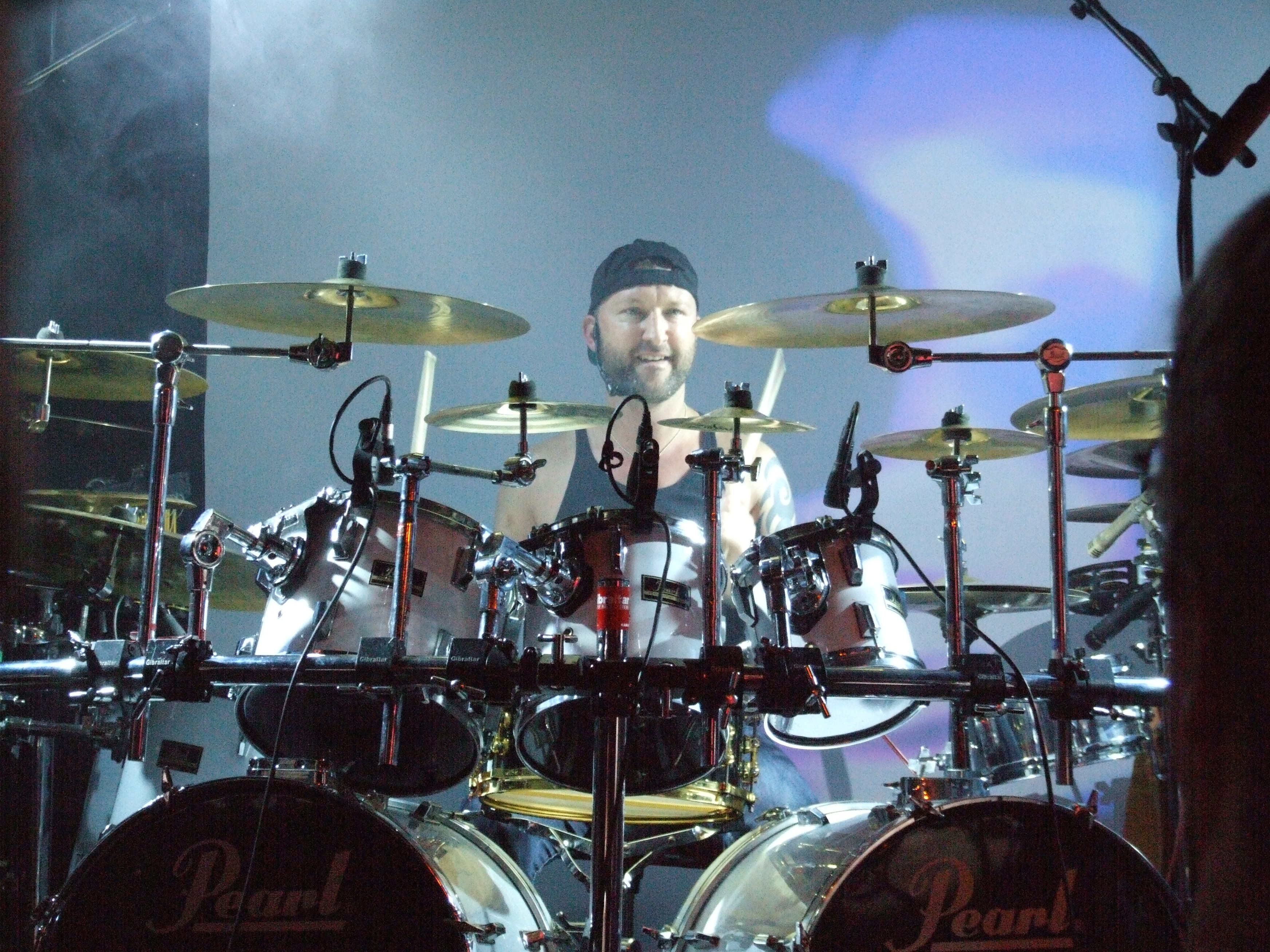
Scott Higham, drums, 2010

Pendragon is een Britse progressieve-rockband. De stijl van de band komt het meest in de buurt van Genesis en Marillion (Fish-periode). Hoewel de naamsbekendheid van Pendragon een stuk lager ligt dan die van die twee bands, is het binnen het neo-prog genre een heel grote naam.

## Geschiedenis
De band werd in 1978 als Zeus Pendragon opgericht. Het eerste album, Fly High Fall Far, kwam pas in 1984, een maxisingle met vier tracks. 'Zeus' was inmiddels van de bandnaam verdwenen. In 1985 volgde het eerste volwaardige album: The Jewel. Er volgde een lange reeks albums, die allemaal werden uitgegeven door het eigen label TOFF Records. Begin 2008 werd Scott Higham als drummer aan de band toegevoegd, die daarvoor speelde bij Caamora (het project van Clive Nolan) en Shadowkeep. In april 2011 is op een tweedaags evenement (Mega Daze) in Cultuurpodium de Boerderij in Zoetermeer het album 'Passion' gepresenteerd. In april 2014 werd bekend dat Scott Higham de band na zes jaar had verlaten. Craig Blundell (o.a. bekend van Steven Wilson) werd zijn vervanger en is ook te horen op het conceptalbum Men Who Climb Mountains, dat in de herfst van dat jaar uitkwam. Het album bereikte de 54ste plaats in de Nederlandse Album Top 100. Blundell bleef maar kort bij de band. In september 2015 maakte hij vanwege het groeiende succes van Steven Wilson plaats voor Jan-Vincent Velazco.

## Bandleden

### Huidige leden
- Nick Barrett - Gitaar, leadvocals
- Jan-Vincent Velazco - Drums
- Peter Gee - Basgitaar, toetsen
- Clive Nolan - Keyboards, vocals

Het meest actieve bandlid is keyboard-speler Clive Nolan, die sinds 1986 deel uitmaakt van Pendragon. Deze productieve prog-artiest speelt/speelde onder meer in Arena, Shadowland, Strangers on a Train, Casino en Caamora. Ook werkt hij samen met Oliver Wakeman.
Binnen Pendragon zelf is Nick Barrett echter de drijvende kracht en de belangrijkste songschrijver.

### Oud-leden
- Matt Anderson - Drums
- Julian Baker - Gitaar
- John Barnfield - Keyboards
- Rik Carter - Keyboards
- Stan Cox - Basgitaar
- Nigel Harris - Drums
- Stephen "Fudge" Michael Smith - Drums
- Joe Crabtree - Drums
- Scott Higham - Drums
- Craig Blundell - Drums

## Discografie

### Studioalbums
- Fly High Fall Far (EP)(1984)
- The Jewel (1985)
- Kowtow (1988)
- The World (1991)
- The Window Of Life (1993)
- Fallen Dreams And Angels (Mini-Album) (1994)
- The Masquerade Overture (1996)
- As Good As Gold (Mini-Album) (1996)
- Not Of This World (2001)
- Believe (2005)
- The Jewel Remastered (2005)
- Pure (2008)
- Passion (2011)
- Men Who Climb Mountains (2014)
- Love Over Fear (2020)
- North Star (2023)

### Livealbums
- 9:15 Live (1986)
- The Very Very Bootleg (1993)
- Utrecht the Final Frontier (1995)
- Live In Krakow (1997)
- Acoustically Challenged (2002)
- Liveosity (2004)
- Masquerade 20 (2017)

### Compilaties
- The Rest Of Pendragon (1991)
- Overture (1998)
- Once Upon A Time In England Vol.1 (1999)
- Once Upon A Time In England Vol.2 (1999)
- The Round Table (1999)
- The History (2000)
- Introducing Pendragon (2013)
- The First 40 Years (2019)
- Fallen Dreams and Angels and all the Loose Ends (2022)

## Dvd's
- Live At Last ... And More (2002)

eerder uitgebracht in 1997 op VHS-video
- Liveosity (2004)
- A Rush Of Adrenaline (2006)

Barrett/ Nolan akoestisch concert
- And Now Everybody To The Stage (2006)
- Past And Presence (2007)
- Concerto Maximo (2008)
- Masquerade 20 (2017)

| Dvd's met hitnoteringen in de Nederlandse Music Top 30 | Datum van verschijnen | Datum van binnenkomst | Hoogste positie | Aantal weken | Opmerkingen |
| ------------------------------------------------------ | --------------------- | --------------------- | --------------- | ------------ | ----------- |
| Out of order comes chaos                               | 2012                  | 15-09-2012            | 20              | 2            |             |